# 芝浦工業大學
芝浦工業大學，是本部位於日本東京都的一所私立大學，設置於1949年。一般簡稱芝浦工大或芝浦。

## 簡介
前身是1927年，有元史郎在東京創立的東京高等工商學校，現在的芝浦工大則建立於1949年學制改革之時。目前設有工學部、系統理工學部、設計工學部。

## 教育及研究

### 學部
- 工學部
  - 機械工學科
  - 機械機能工學科
  - 材料工學科
  - 應用化學科
  - 電氣工學科
  - 通信工學科
  - 電子工學科
  - 土木工學科
  - 建築學科
  - 建築工學科
  - 資訊工學科
- 系統理工學部
  - 電子資訊系統學科
  - 機械控制系統學科
  - 環境系統學科
  - 生命科學科
  - 數理科學科
- 設計工學部
  - 設計工學科

### 大學院
- 理工學研究科（碩士課程）
  - 電氣電子資訊工學專攻
  - 材料工學專攻
  - 應用化學專攻
  - 機械工學專攻
  - 建設工學專攻
  - 系統理工學專攻
- 理工學研究科（博士課程）
  - 地域環境系統專攻
  - 機能控制系統專攻
- 工學經營管理研究科（專門職學位課程）
  - 工學經營管理專攻

### 附屬機關
- 研究機關
  - SIT綜合研究所
- 學術情報中心
- 教育革新推進中心
- 圖書館
  - 豊洲校區圖書館
  - 大宮校區圖書館
  - 芝浦校區圖書館

## 附屬學校
- 芝浦工業大學中學高等學校
- 芝浦工業大學柏中學高等學校

## 知名校友

### 文学
- 三木奈沙 (輕小說作家)
- 中村航

### 艺术

#### 娱乐
- 田丸篤志 (配音員)

#### 体育活动
- 伊原春樹 (前職棒選手)

## 外部連結
（日語）芝浦工業大學 （页面存档备份，存于）